# Puck van Heel
Gerardus Henricus van Heel, dit Puck van Heel, né le 21 janvier 1904 à Rotterdam et mort le 18 décembre 1984 dans la même ville, est un footballeur international néerlandais des années 1920 et 1930.

## Biographie
En tant que milieu, Puck van Heel est international néerlandais à 64 reprises (1925–1938) pour aucun but inscrit.
Il participe aux JO 1928, où il est titulaire contre l'Uruguay mais les Pays-Bas sont éliminés dès le premier tour. 
De même pour la Coupe du monde de football de 1934, où il est titulaire contre la Suisse, et les Pays-Bas sont éliminés au premier tour. 
Idem en 1938, où les Pays-Bas sont éliminés par la Tchécoslovaquie dès le premier match. Il détient le record de sélections avec les Oranje du 4 avril 1937, en égalant le total de Harry Dénis, au 22 mai 1979, jour où Ruud Krol dépasse cette marque.
Il joue toute sa carrière au Feyenoord Rotterdam, pendant 17 saisons, remportant quatre fois le championnat et deux coupes des Pays-Bas.

## Clubs
- 1923–1940 :  Feyenoord Rotterdam

## Palmarès
- Championnat des Pays-Bas de football
  - Champion en 1924, en 1936, en 1938 et en 1940
  - Vice-champion en 1931, en 1932, en 1933 et en 1937
- Coupe des Pays-Bas de football
  - Vainqueur en 1930 et en 1935
  - Finaliste en 1934